# Contea di Comanche (Texas)
La contea di Comanche (in inglese Comanche County) è una contea dello Stato del Texas, negli Stati Uniti. La popolazione al censimento del 2010 era di 13 974 abitanti. Il capoluogo di contea è Comanche. La contea è stata fondata nel 1856 e prende il nome dalla tribù nativa americana Comanche.

## Storia
I primi abitanti furono probabilmente i Comanche.

## Geografia fisica
| Anno | Popolazione | ±%     |
| ---- | ----------- | ------ |
| 1860 | 709         |        |
| 1870 | 1,001       | 41.2%  |
| 1880 | 8,608       | 759.9% |
| 1890 | 15,608      | 81.3%  |
| 1900 | 23,009      | 47.4%  |
| 1910 | 27,186      | 18.2%  |
| 1920 | 25,748      | −5.3%  |
| 1930 | 18,430      | −28.4% |
| 1940 | 19,245      | 4.4%   |
| 1950 | 15,516      | −19.4% |
| 1960 | 11,865      | −23.5% |
| 1970 | 11,898      | 0.3%   |
| 1980 | 12,617      | 6.0%   |
| 1990 | 13,381      | 6.1%   |
| 2000 | 14,026      | 4.8%   |
| 2010 | 13,974      | −0.4%  |

Secondo l'Ufficio del censimento degli Stati Uniti d'America la contea ha un'area totale di 948 miglia quadrate (2460 km²), di cui 938 miglia quadrate (2430 km²) sono terra, mentre 9,9 miglia quadrate (26 km², corrispondenti all'1,0% del territorio) sono costituiti dall'acqua. La contea si trova a circa sessanta miglia a nord del centro geografico del Texas. Nella contea c'è un lago, il Proctor Lake.

### Contee adiacenti
- Erath County (nord-est)
- Hamilton County (sud-est)
- Mills County (sud)
- Brown County (sud-ovest)
- Eastland County (nord-ovest)

## Infrastrutture e trasporti

### Strade principali
- U.S. Highway 67
- U.S. Highway 377
- State Highway 16
- State Highway 36

### Aeroporto
Nella contea si trova un aeroporto pubblico, il Comanche County–City Airport, attivato nel luglio 1967.

## Media
I mezzi di comunicazione locali includono KDFW-TV, KXAS-TV, WFAA-TV, KTVT-TV, KERA-TV, KTXA-TV, KDFI-TV, KDAF-TV, e KFWD-TV.
Due giornali locali servono Comanche County: il Comanche Chief e il De Leon Free Press.